# Hommes sans femmes
Pour les autres œuvres intitulées « Hommes sans femmes » ou « Men Without Women », voir Men Without Women.
Pour plus de détails, voir Fiche technique et Distribution.
Hommes sans femmes (titre original : Men Without Women) est un film américain réalisé par John Ford, sorti en 1930.

## Synopsis
Un sous-marin sombre...

## Fiche technique
- Titre : Hommes sans femmes - S-13
- Titre original : Men Without Women
- Réalisation : John Ford
- Assistant réalisateur : Edward O'Fearna
- Scénario : Dudley Nichols d'après une histoire (Submarine) de John Ford et James Kevin McGuinness
- Photographie : Joseph H. August, Paul Weatherwax et John Stone
- Montage : Walter Thompson
- Musique : Carli Elinor, Peter Brunelli et Glen Knight
- Producteurs : William Fox, James Kevin McGuinness et John Ford
- Société de production : Fox Film
- Pays de production :  États-Unis
- Langue : Anglais
- Format : Noir et blanc — 35 mm — 1,37:1 — Son : Mono (Western Electric Sound System)
- Genre : Film dramatique, film d'action, film de guerre
- Durée : 77 minutes
- Date de sortie : 
  - États-Unis : 31 janvier 1930	(New York, New York) (première)

## Distribution
- Kenneth MacKenna : Chef torpilleur Burke
- Frank Albertson : Ens. Albert Edward Price
- J. Farrell MacDonald : Costello
- Warren Hymer : Kaufman
- Paul Page : Handsome
- Walter McGrail : Joe Cobb
- Stuart Erwin : Le radio Jenkins
- George Le Guere (en) : Curly Pollock
- Charles K. Gerrard : Cmdr. Weymouth
- Ben Hendricks Jr. : Murphy
- Harry Tenbrook : Dutch Winkler
- Warner Richmond : Lt. Cmdr. Briddwell
- Frank Baker : apparition
- Ivan Lebedeff : homme dans un bar avec un haut-de-forme
- Robert Parrish : apparition
- Frank Richardson : marin qui chante à Shanghai
- Pat Somerset : Lt. Digby
- Roy Stewart : Capt. Carson
- John Wayne : Le radio en surface
- Alberto Morin (non crédité) : Le vendeur de cartes postales

## Autour du film
- Les scènes dialoguées ont été dirigées par Andrew Bennison.
- Tournage à Catalina durant l'automne 1929.
- Le film a été tourné dans un vrai sous-marin.
- L'ouverture dans un bar de Shanghaï est assez scabreuse pour l'époque et s'oppose au reste du film qui se passe dans le sous-marin, entre hommes.
- Les grands thèmes fordiens sont présents dans le film : honneur, fraternité, angoisse de la mort.
- Le film marque la première collaboration entre Ford et Dudley Nichols.
- Pour la première fois, des plans généraux à la grue sont sonorisés.
- Ford fit placer une caméra dans une boîte en verre pour tourner les scènes sous-marines.

## Article annexe
- Sous-marins au cinéma et à la télévision